# William Wakefield Baum
William Wakefield Baum (Dallas, 21 novembre 1926 – Washington, 23 luglio 2015) è stato un cardinale e arcivescovo cattolico statunitense.

## Biografia
William Wakefield White nacque a Dallas, Texas, il 21 novembre 1926 da Harold E. White e Mary Leona (nata Hayes). Suo padre, un presbiteriano, morì quando William era ancora bambino. Lui e sua madre si trasferirono a Kansas City. Lì sua madre si risposò con Jerome Charles Baum, un uomo d'affari ebreo, che adottò William e gli diede il suo cognome. Jerome Baum morì quando William aveva dodici anni.

### Formazione e ministero sacerdotale
Ricevette la sua prima educazione alla scuola parrocchiale della chiesa di San Pietro e iniziò a servire come chierichetto all'età di dieci anni. Nel 1940 entrò nel seminario minore "San Giovanni". In seguito studiò filosofia al Cardinal Glennon College di Saint Louis. Nel 1947 fu ammesso al Kenrick Seminary di Saint Louis dove studiò teologia.
Il 12 maggio 1951 fu ordinato presbitero per la diocesi di Kansas City-Saint Joseph da monsignor Edwin Vincent O'Hara. Il suo primo incarico fu di vicario parrocchiale della parrocchia di San Luigi a Kansas City. Dal 1954 al 1956 insegnò teologia e storia della Chiesa al St. Theresa College, oltre che all'Accademia "St. Aloysius" e alla scuola superiore di Glennon. Dal 1956 al 1958 studiò al Pontificio istituto internazionale Angelicum di Roma per conseguire il dottorato in sacra teologia. La sua tesi era intitolata: "L'insegnamento del cardinale Cajetan sul sacrificio della messa".
Tornato a Kansas City, padre Baum riprese i suoi doveri di insegnante al St. Theresa College e prestò servizio come segretario del tribunale diocesano dal 1958 al 1963. Svolse il servizio pastorale nella chiesa di Santa Teresa e nella chiesa di San Pietro, entrambe a Kansas City. Nel 1960 divenne parroco della chiesa di San Cirillo a Sugar Creek. Nel 1961 pubblicò "Considerations Toward the Theology of the Presbyterate". Nell'aprile dello stesso anno papa Giovanni XXIII lo nominò monsignore. L'anno successivo divenne vice cancelliere vescovile.
Dal 1962 al 1965, monsignor Baum prestò servizio come perito, o esperto teologico, di monsignor Charles Herman Helmsing al Concilio Vaticano II. In tale veste, lavorò con il Segretariato per la promozione dell'unità dei cristiani e contribuì alla stesura di Unitatis Redintegratio, il decreto conciliare sull'ecumenismo. Nel 1964 venne nominato primo direttore esecutivo del Comitato per gli affari ecumenici e interreligiosi della Conferenza nazionale dei vescovi cattolici, un incarico che ricoprì per cinque anni. Lavorò anche come membro del gruppo di lavoro congiunto dei rappresentanti della Chiesa cattolica e del Consiglio ecumenico delle Chiese dal 1965 al 1969 e del comitato misto dei rappresentanti della Chiesa cattolica e della Federazione mondiale luterana dal 1965 al 1966.
Nel 1967 monsignor Baum tornò a Kansas City dove servì come cancelliere vescovile e parroco della parrocchia di San Giacomo. Nel 1968 venne nominato prelato domestico.

### Ministero episcopale
Il 18 febbraio 1970 papa Paolo VI lo nominò vescovo di Springfield-Cape Girardeau. Ricevette l'ordinazione episcopale il 6 aprile successivo dall'arcivescovo metropolita di Saint Louis John Joseph Carberry, co-consacranti il vescovo di Kansas City-Saint Joseph Charles Herman Helmsing e il vescovo ausiliare di Kansas City-Saint Joseph Joseph Vincent Sullivan.
A quel tempo la diocesi, come l'intera nazione, era in profondo mutamento. La fine degli anni '60 fu un periodo di attivismo politico che traboccò negli anni '70. Durante il decennio che precedette l'episcopato di monsignor Baum, tra il 1960 e il 1970, il presidente Lyndon B. Johnson aveva proposto il suo programma per la Grande società, i fatti di Watts monopolizzavano i media e il paese vacillava a causa degli omicidi di John F. Kennedy e Martin Luther King. Le famiglie economicamente svantaggiate del Missouri, specialmente nelle contee del Bootheel, lasciarono le loro residenze per trovare lavoro in città come Memphis, Saint Louis, Chicago e Detroit. Nuovi pascoli si stavano sviluppando dove una volta c'erano foreste. Dalla metà della diocesi verso ovest, predominavo le attività legate al bestiame e al settore lattiero-caseario. Springfield era definita da taluni come una "città del bestiame".
A sud di Springfield, quattro laghi artificiali stavano diventando molto commercializzati, sebbene le famiglie si accampassero e si rilassassero sulle loro rive. A ovest di Springfield, al confine tra Kansas e Oklahoma, c'erano caseifici e ranch su terreni rocciosi troppo collinari per colture intensive, ma adatti per pascoli di festuca e altre erbe. Le miniere di Joplin erano quasi esaurite ma producevano ancora pietra.
Nella zona di Cape Girardeau, i cattolici trovarono sostegno nella sua cultura cattolica, ma più a ovest, dove la popolazione cattolica tendeva ad adattarsi all'ambiente di protestante, i giovani frequentavano i college laici dello Stato. I cattolici che vivevano nel sud del Missouri erano circondati da una cultura fondamentalista della Bibbia con forti sentimenti anti-aborto.
La popolazione afro-americana era predominante nella zona del Bootheel e diminuiva quando si viaggiava verso nord fino a Cape Girardeau e ad ovest fino a Springfield. La povertà era anche evidente nel numero di "bianchi poveri" che vivevano sulle colline e nelle città di Joplin, Springfield e Cape Girardeau.
Come terzo vescovo di Springfield-Cape Girardeau, monsignor Baum entrò in carica in una diocesi già ben consolidata, anche se aveva solo quattordici anni. C'era almeno una chiesa cattolica in ciascuna delle 39 contee della sua giurisdizione. Delle 59 parrocchie della diocesi, 57 avevano un sacerdote residente. Le 31 chiese di missione erano servite da parroci di altre parrocchie. Il clero e i religiosi erano rimasti in numero simile all'episcopato di monsignor Ignatius Jerome Strecker. Vi erano 67 sacerdoti diocesani, 56 religiosi di 8 comunità e 268 religiose di 23 comunità.
La Casa degli Studi del Sacro Cuore funzionava ancora. Gli studenti frequentavano corsi giornalieri alla St. Agnes High School. Il resto di ogni giorno era occupato da esercizi spirituali, ricreazione e studio. I preti studiavano al Conception Seminary di Conception, al Kenrick Seminary di Saint Louis, alla scuola di teologia dell'arciabbazia di Saint Meinrad, al Pontificio collegio americano del Nord di Roma e in altri seminari fuori dallo stato.
Nato durante l'episcopato del suo predecessore, il senato dei sacerdoti offriva sostegno ai preti della diocesi e lavorava per superare la mentalità spaccata derivante dal fatto che, essendo stati formati in molti seminari diversi e molto distanti dalle parrocchie, i sacerdoti diocesani spesso non si conoscevano. Era anche molto preoccupato per l'adattamento della liturgia nella diocesi richiesta dagli insegnamenti del Concilio Vaticano II.
La formazione cattolica e l'educazione della gioventù erano promosse da 27 scuole elementari parrocchiali, 2 scuole superiori inter-parrocchiali, 2 scuole superiori private e in una scuola elementare privata. La diocesi aveva un consiglio scolastico e un sovrintendente diocesano ma l'ufficio educativo non era situato nella cancelleria diocesana.
I più forti segni visibili della Chiesa al di fuori degli istitui parrocchiali erano i sei ospedali generali cattolici che espandevano il loro spazio e i loro servizi.
Il The Mirror fungeva come giornale diocesano ma era ancora in circolazione come parte del'Our Sunday Visitor. Anche gli uffici del giornale erano situati fuori dalla cancelleria.
Vi erano diverse società e commissioni speciali gestite dagli uffici della diocesi. Tra questi vi erano la società per la propagazione della fede e altre società di aiuto missionario pontificio, la commissione diocesana per la sacra liturgia, il direttore spirituale diocesano per la gioventù cattolica, l'ufficio informazioni, l'ufficio radiotelevisivo e le Conferenze di San Vincenzo de' Paoli.
Per la pastorale e l'educazione religiosa nei campus universitari laici erano disponibili il Centro ecumenico del Southwest Missouri State College di Springfield, un centro al Drury College a Springfield, un centro studentesco cattolico presso il Southeast Missouri State College a Cape Girardeau e un Ecumenical Campus Center presso il Missouri Southern State College a Joplin.
Anche se il consiglio diocesano degli uomini cattolici stava perdendo la sua vitalità, il consiglio diocesano delle donne cattoliche funzionava pienamente. La Legione di Maria era un altro gruppo vivace che serviva la chiesa locale.
James J. Owens, parrocchiano dell'Immacolata Concezione a Springfield, venne nominato presidente del Consiglio delle chiese dell'area di Springfield, un'organizzazione ecumenica di sensibilizzazione.
Benché esistessero molti aspetti positivi della vita diocesana, monsignor Baum dovette affrontare anche una serie di sfide. L'assenza di una cancelleria per ospitare le varie organizzazioni della diocesi militò contro un flusso regolare di informazioni e fu una spesa aggiuntiva per il bilancio diocesano. L'ignoranza e la posizione conservatrice che alimentava il sentimento anticattolico nella gran parte della comunità costituivano l'ostacolo maggiore alla collaborazione con i fedeli di altre confessioni e agli sforzi verso l'evangelizzazione. L'ampia distanza tra le principali città dell'est e dell'ovest della diocesi continuò a minacciare la sua unità. A causa dell'assenza di qualsiasi istituzione cattolica di istruzione superiore nella diocesi, mancavano le possibilità di una solida formazione intellettuale e spirituale orientata religiosamente. Questa circostanza minò gli sforzi per moderare il sentimento anticattolico tra il grande pubblico. Un anno dopo l'assunzione della guida della diocesi da parte di monsignor Baum, non vi erano ancora case religiose provinciali nella diocesi e il seminario oblato di Carthage chiuse nel 1970. L'unico organo consultivo del vescovo era costituito dal senato presbiterale. La voce dei laici doveva quindi essere sviluppata. Sebbene il Movimento dei Cursillos de Cristianidad abbia ottenuto ampia accettazione nella diocesi, i corsisti occidentali partecipavano a riunioni a Kansas City, mentre quelli nelle regioni orientali si recavano a Memphis. Le distanze di viaggio ostacolarono la raccolta dei laici in un unico luogo per le celebrazioni liturgiche e le opportunità di istruzione e formazione.
Monsignor Baum agì quasi subito per affrontare le sfide che lui e la diocesi avevano di fronte. Tra le prime azioni che intraprese vi fu una ristrutturazione della circoscrizione. Per superare le distanze geografiche e incoraggiare la pianificazione tra le parrocchie, divise la diocesi in nove regioni. Il modello di questa riorganizzazione fu il metodo educativo diocesano sviluppato da padre Philip Bucher, Dolores Tringle, OLVM e Margaret Hosch, OSF. Egli raggruppò le parrocchie per incoraggiare i direttori parrocchiali dell'istruzione religiosa a riunirsi più convenientemente per condividere metodi e materiali. Ebbe come effetti il miglioramento dell'intercomunicazione e della collaborazione.
Per attirare l'attenzione sulla cura dei bisognosi e delle persone economicamente impoverite, monsignor Baum avviò immediatamente un segretariato per l'assistenza sociale con a capo padre Wallace Ellinger. Per incoraggiare gli insegnanti volontari, gli assistenti sociali e simili fondò l'Associazione dei servizi cattolici (CASA). Un'attenzione particolare venne rivolta ai lavoratori migranti della diocesi in un'organizzazione di sensibilizzazione statale, la Missouri Association of Migrant Opportunity Services, Inc. (MAMOS). Robert Lee diresse questa organizzazione per tre anni.
Il primo anno di episcopato di monsignor Baum vide anche la separazione del The Mirror dall'Our Sunday Visitor, per diventare così una pubblicazione diocesana indipendente.
Il carattere profondamente spirituale di monsignor Baum ottenne un riconoscimento pubblico quando visitò padre Philip Berrigan nel Federal Medical Center. Berrigan, un prete giuseppino, era stato il primo sacerdote ad aderire al Movimento per i diritti civili e ai Freedom Riders nel 1962. Ispirato dal Movimento per i diritti civili e con il fratello gesuita, Daniel e altri sette, aprì uffici di leva e basi di militanti a Baltimora. Associato ai Catonsville Nine, un gruppo di protesta contro la guerra del Vietnam, e successivamente a Plowshares 8, fu imprigionato più volte. Senza commentare su entrambi i lati la situazione, monsignor Baum lavorò all'interno di un "ministero della riconciliazione", come recitava il suo motto episcopale.
Quasi immediatamente dopo la sua ordinazione episcopale monsignor Baum fu chiamato a partecipare alla seconda assemblea generale ordinaria del Sinodo dei vescovi che ebbe nella Città del Vaticano sul tema "Il sacerdozio ministeriale e la giustizia nel mondo". I vescovi in quella sede denunciarono l'ingiustizia strutturale e istituzionale, soprattutto a livello internazionale. Sostennero la cooperazione internazionale ed ecumenica per lo sviluppo in tutti i paesi, introducendo il concetto di "opzione preferenziale per i poveri". Identificarono la riforma sociale come "costitutiva" di tutto il ministero pastorale. Aprendo le porte a una nuova era nella Chiesa, essi parlarono della necessità per tutti di comprendere che i principi della giustizia sociale sono una parte essenziale del messaggio del Vangelo.
Uno dei primi eventi del 1972, il suo secondo anno di episcopato, fu l'istituzione del consiglio pastorale diocesano. Esso è un comitato consultivo laico per il vescovo esterno al senato presbiterale e serve a promuovere il coinvolgimento dei laici negli affari ecclesiastici. Il consiglio fece subito due raccomandazioni: trasferire gli uffici degli affari sociali, dell'educazione religiosa e di The Mirror al quarto piano del Landers Building, non solo per tagliare i costi, ma anche per migliorare la comunicazione interna. Raccomandò anche di stabilire degli obiettivi per tutti i programmi, i comitati e gli apostolati. Monsignor Baum prontamente accettò.
Nell'ultimo anno di episcopato nella diocesi di Springfield-Cape Girardeau, monsignor Baum si concentrò sul principale orientamento evangelizzatore del suo ecumenismo di vita. Inaugurò Key 73, uno sforzo di evangelizzazione a livello statale e nazionale con benefici ecumenici. I due cappellani oblati del Newman Club nel campus della Southeast Missouri State University a Cape Girardeau iniziarono a offrire corsi di studi religiosi.
Monsignor Baum prestò servizio nella diocesi di Springfield-Cape Girardeau per soli tre anni. Tuttavia il suo impatto fu avvertito molto tempo dopo che se ne andò per dare un contributo ancora più significativo alla Chiesa cattolica in America e nella Curia romana, dove fu impiegato per il bene della Chiesa universale.
Il 5 marzo 1973 papa Paolo VI lo nominò arcivescovo metropolita di Washington. Prese possesso dell'arcidiocesi il 9 maggio successivo. Nel novembre del 1975 lo stesso pontefice lo nominò consultore del Segretariato per la promozione dell'unità dei cristiani e della Commissione per le relazioni religiose con gli ebrei.
Il 24 maggio 1976 lo stesso pontefice lo creò cardinale e gli assegnò il titolo di Santa Croce in Via Flaminia. Aveva 49 anni e divenne uno dei più giovani porporati dell'epoca. Come arcivescovo della città in cui hanno sede la Casa Bianca e il Congresso degli Stati Uniti d'America, fu in prima linea nel dialogo con i leader delle altre religioni - in particolare con gli ebrei - e nella promozione dei diritti delle minoranze, avviando i segretariati per i cattolici afroamericani e per quelli di lingua spagnola. Definì i pregiudizi razziali "un'eresia e un peccato". Partecipò ai due conclavi del 1978. Nel 1979, il cardinale Baum ospitò papa Giovanni Paolo II nella sua prima visita pastorale nella capitale della nazione, unendosi al pontefice nella grande messa pubblica al National Mall che vide la partecipazione di 175 000 persone. Con lui visitò alla Casa Bianca il presidente Jimmy Carter e la sua famiglia. Il cardinale una volta riassunse quella visita come "un momento di grazia", quando il pontefice carismatico elettrizzò le grandi folle, ma fece una sorpresa nel salutare personalmente e benedire le persone con disabilità che stavano aspettando fuori dal Trinity College.
Il 15 gennaio 1980 venne chiamato a Roma da papa Giovanni Paolo II alla guida della Congregazione per l'istruzione cattolica. Essa sovrintende alla politica e alla struttura educativa della Chiesa cattolica, delle scuole parrocchiali, dei college e delle università cattoliche e dei centri Newman. All'epoca aveva giurisdizione anche sui seminari. Il 18 marzo dello stesso anno rinunciò alla sede di Washington. Durante questo incarico, dal 1981 al 1986, diresse la prima visita apostolica ai seminari statunitensi voluta da papa Giovanni Paolo II e collaborò alla preparazione del Catechismo della Chiesa cattolica e della costituzione apostolica sulle università cattoliche Ex Corde ecclesiae.
Il 6 aprile 1990 papa Giovanni Paolo II lo nominò penitenziere maggiore, il tribunale della Santa Sede che regolamenta le indulgenze e le questioni di coscienza (il foro interno), in particolare il perdono dei peccati nel sacramento della riconciliazione.
Il 22 novembre 2001 papa Giovanni Paolo II accettò la sua rinuncia all'incarico per raggiunti limiti di età. Negli ultimi tempi il cardinal Baum soffrì di un peggioramento delle condizioni di salute e iniziò a subire un deterioramento della vista; i problemi di deambulazione l'obbligarono infine a servirsi di una sedia a rotelle. Rimase attivo a Roma nella misura in cui la sua salute lo permetteva e partecipò all'incontro dei cardinali americani chiamati a occuparsi dello scandalo sugli abusi sessuali nel 2003.
Partecipò al conclave del 2005 che elesse papa Benedetto XVI; assieme a Joseph Ratzinger e a Jaime Sin (che non partecipò per problemi di salute), era uno dei tre cardinali creati da papa Paolo VI ad aver conservato il diritto di voto per un terzo conclave dopo quelli del 1978. Il cardinale Baum fu anche il più anziano porporato dell'ordine dei presbiteri ad aver partecipato all'elezione papale del 2005.
Con l'elezione a papa di Joseph Ratzinger, seguita dalla morte di Jaime Sin il 21 giugno 2005, Baum divenne l'ultimo cardinale creato da papa Paolo VI a mantenere il diritto di voto in conclave, che conservò fino al 21 novembre 2006, quando al compimento del suo ottantesimo genetliaco uscì dal novero dei cardinali elettori. L'8 marzo 2011 divenne il cardinale americano più longevo, superando il record stabilito dall'arcivescovo metropolita di Baltimora James Gibbons nel 1921. Dall'8 marzo 2011 è stato il cardinale di nazionalità americana con la maggiore anzianità di creazione nella storia. Lo stesso anno celebrò la messa di ringraziamento per i sessant'anni di sacerdozio nella basilica del santuario nazionale dell'Immacolata Concezione di Washington, concelebranti cinque cardinali e dodici vescovi del suo Paese.
Fu anche membro della Congregazione per i vescovi, della Congregazione per le Chiese orientali, della Congregazione per gli istituti di vita consacrata e le società di vita apostolica e del Pontificio consiglio per la promozione dell'unità dei cristiani.
L'ulteriore declino della propria salute lo portò infine a ritirarsi presso una casa delle Piccole sorelle dei poveri a Washington, dove morì la notte del 23 luglio 2015. Le esequie si tennero il 31 luglio nella cattedrale di San Matteo a Washington. Al termine del rito la salma fu tumulata nella cappella di San Francesco d'Assisi dello stesso edificio.

## Genealogia episcopale e successione apostolica
La genealogia episcopale è:
- Cardinale Scipione Rebiba
- Cardinale Giulio Antonio Santori
- Cardinale Girolamo Bernerio, O.P.
- Arcivescovo Galeazzo Sanvitale
- Cardinale Ludovico Ludovisi
- Cardinale Luigi Caetani
- Cardinale Ulderico Carpegna
- Cardinale Paluzzo Paluzzi Altieri degli Albertoni
- Cardinale Gaspare Carpegna
- Cardinale Fabrizio Paolucci
- Cardinale Francesco Barberini
- Cardinale Annibale Albani
- Cardinale Federico Marcello Lante Montefeltro della Rovere
- Vescovo Charles Walmesley, O.S.B.
- Arcivescovo John Carroll, S.I.
- Cardinale Jean-Louis Anne Madelain Lefebvre de Cheverus
- Arcivescovo Ambrose Maréchal, P.S.S.
- Vescovo John Dubois, P.S.S.
- Arcivescovo John Joseph Hughes
- Cardinale John McCloskey
- Arcivescovo Michael Augustine Corrigan
- Vescovo Charles Edward McDonnell
- Arcivescovo Thomas Edmund Molloy
- Vescovo Raymond Augustine Kearney
- Cardinale John Joseph Carberry
- Cardinale William Wakefield Baum

La successione apostolica è:
- Vescovo Thomas William Lyons (1974)
- Arcivescovo Eugene Antonio Marino, S.S.J. (1974)